# Forte de São João Baptista (Machico)
Pevnost Forte de São João Baptista (zvaná též Forte do Desembarcadouro) se nachází v městě Machico na východě ostrova Madeira. Leží na pobřeží na úpatí kopce Pico do Facho. 
Příkaz ke stavbě pevnosti dal roku 1708 guvernér a kapitán Madeiry Duarte Sodré Pereira (bylo to v době vlády Jana V. portugalského).
V době portugalské občanské války zahájila děla z pevnosti palbu na flotilu migelistů. Jedna z lodí, briga Infante D. Sebastião, palbu opětovala a pevnost lehce poškodila (22. srpna 1828).
Na počátku 20. století roku 1910 zde byl zřízen cholerový špitál. Ve třicátých letech pak stavby pevnosti sloužily pro letní pobyt dětí ze školy při klášteru Svaté Kláry ve Funchalu. 
V souladu se zákonem o portugalském dědictví z 18. srpna 1943 byla pevnost zařazena do skupiny historických památek "ve veřejném zájmu". Po Karafiátové revoluci v ní po nějaký čas byli ubytováni navrátilci z portugalských kolonií. Od roku 2002 je v soukromém vlastnictví a jsou zde umístěna zařízení telekomunikací. 
V pevnosti je kaple v novogotickém slohu věnovaná patronu, po němž se pevnost jmenuje (sv. Jan Křtitel).
Od roku 2008 probíhá zpevnění pevnosti a dostavba.

## Galerie

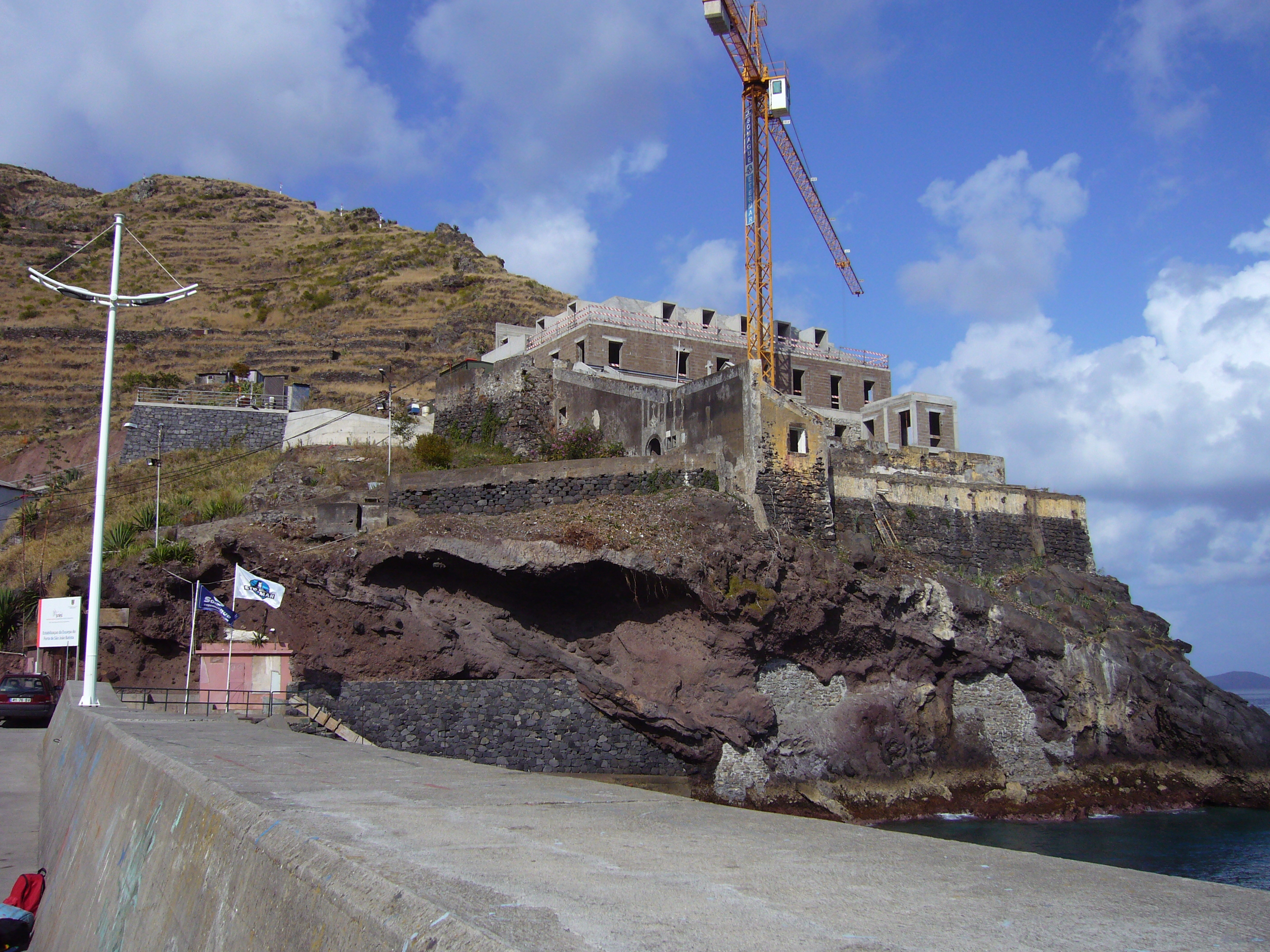
Dostavba pevnosti São João Baptista v Machicu.
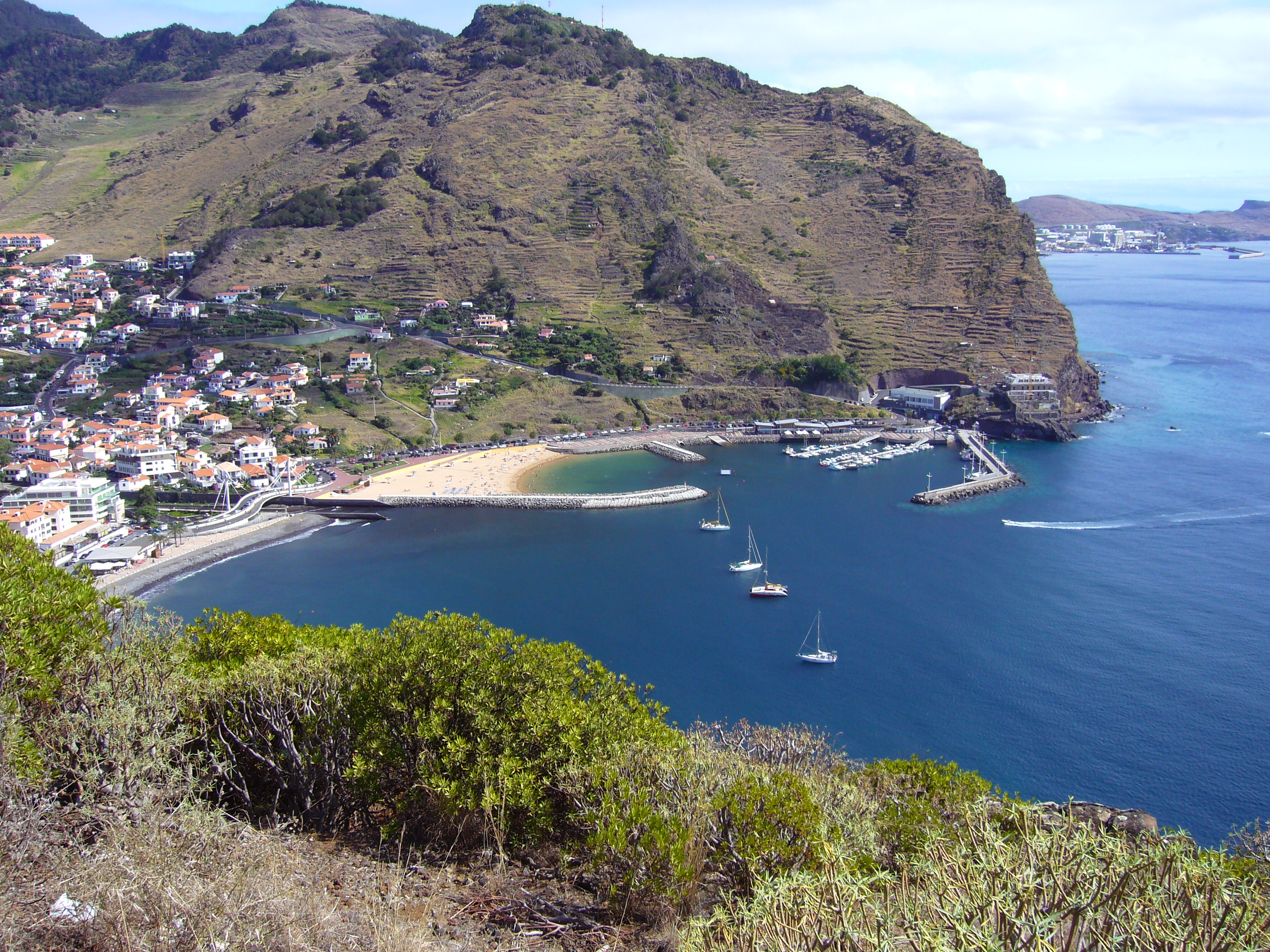
Pevnost São João Baptista je na snímku vpravo, nad přístavním molem.